# 福山ホテル火災

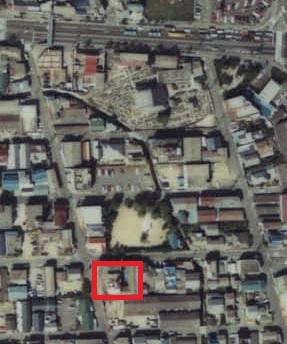
火災現場（赤枠部）
（国土交通省 1981年撮影 航空写真）

福山ホテル火災（ふくやまホテルかさい）とは、2012年（平成24年）5月13日に広島県福山市のホテル「ホテルプリンス」で発生した火災事故。7名が死亡した。
建築基準法および消防法に違反した建築物を使用し長年営業していたうえ、行政側も見過ごしていたことが被害拡大を招いたとして問題になった。なお報道では「広島ホテル火災」もしくは「広島・福山ホテル火災」などとも呼称されている。死者が3名以上出た宿泊施設の火災は、1994年に発生した福島市飯坂温泉の火災以来になる。

## 概要

### ホテル
広島県福山市西桜町にあるホテルプリンスは、JR福山駅から南西に800メートル離れた住宅地にあり、市内の有限会社「ニュー箱根」が経営していた。火災時点で、福山東警察署に風俗営業適正化法上のラブホテルとして届出していたが実際にはビジネス客や長期宿泊客なども受け入れていた。
1960年に2階建て木造の旅館として創業。1967年に3階建て（塔屋付）鉄筋コンクリート造の建物を増築。それ以降の建築確認申請は行われなかった。1985年に、営業形態を風営法に基づくラブホテルに転換、以後幾度かの改装を経て火災当日まで営業していた
。
火災当時、ホテルの構造は1階は駐車場と事務所、2階に12部屋と3階に6部屋があり、4階はボイラー室だった。ホテルのウェブサイトでは「福山一の格安ホテルを目指します」と宣伝し、宿泊料金も3900円から5700円に設定していた。また部屋の写真を掲載し凝った内装を「売り」にしていた。これらの内装により窓に光の遮断やプライバシー保護などを目的にしたとみられるベニヤ板が取り付けられていた。なお、同ホテルは2001年12月31日午後7時に1階調理室から出火する火事を起こしたが、この時はコンロと換気扇を焼くだけでけが人はいなかった。
2012年5月の火災の後、ホテルは広島県警察が捜査のために管理していたが、捜査に一定の目処が立ったことで2012年11月1日に経営者側に返還。同月7日に岡山県の不動産業者に売却。12月25日から解体作業が始まり、翌2013年の2月末までに更地になった。解体後の土地の活用方法は2012年11月時点で未定となっており、2020年現在では駐車場となっている。
2014年3月までに、遺族および負傷者への損害賠償が終了した。
2016年5月6日、ホテルを火と煙が広がりやすい構造のまま放置して火災報知器の設置や従業員への避難指導などを怠った業務上過失致死傷罪でホテル運営会社元社長が在宅起訴された。
2017年1月25日、広島地裁（小川賢司裁判長）はホテル運営会社元社長に禁錮3年、執行猶予5年（求刑：禁錮3年）の有罪判決を言い渡した。

### 火災

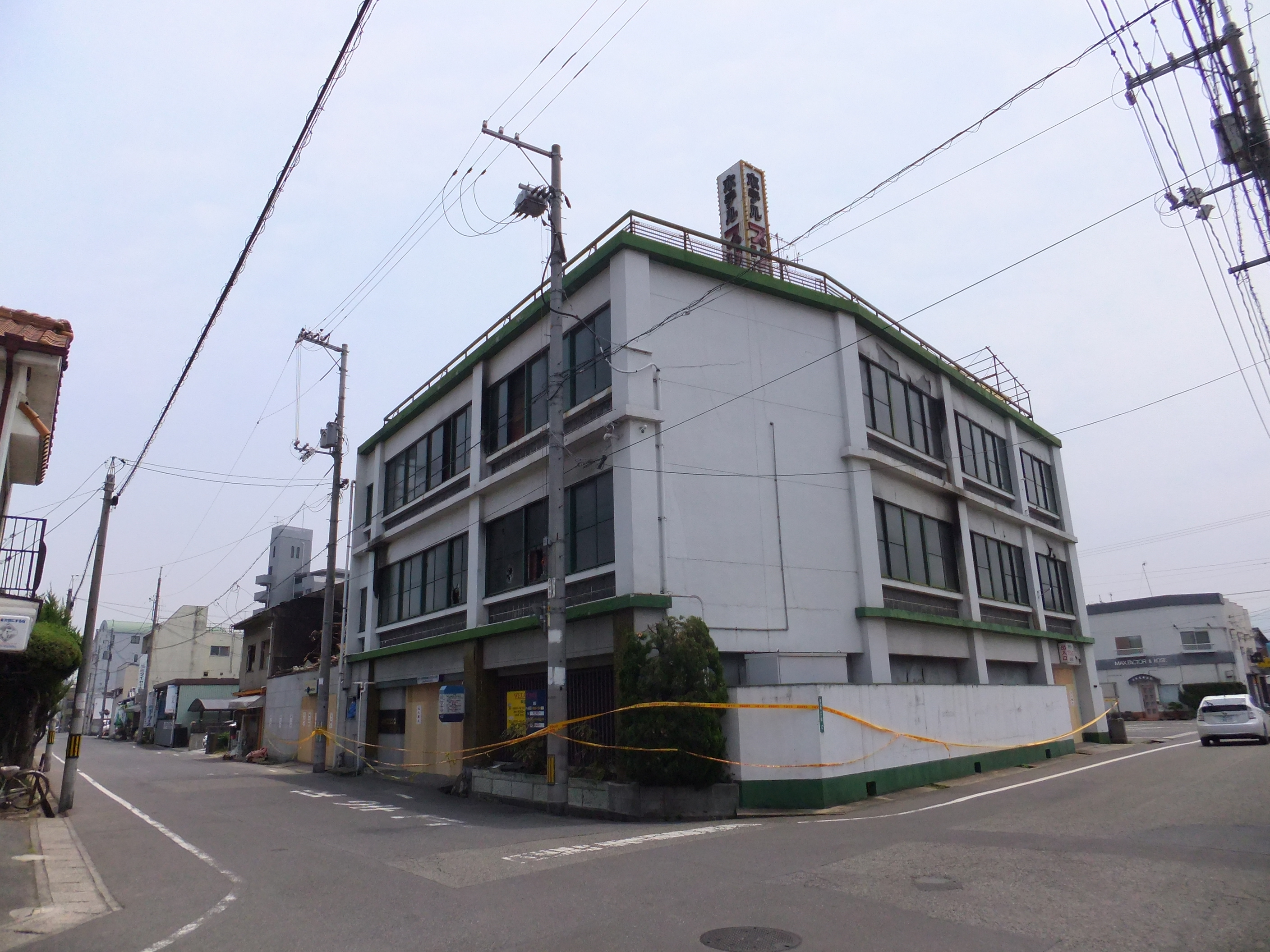
住宅街の中にホテルが立地していた。

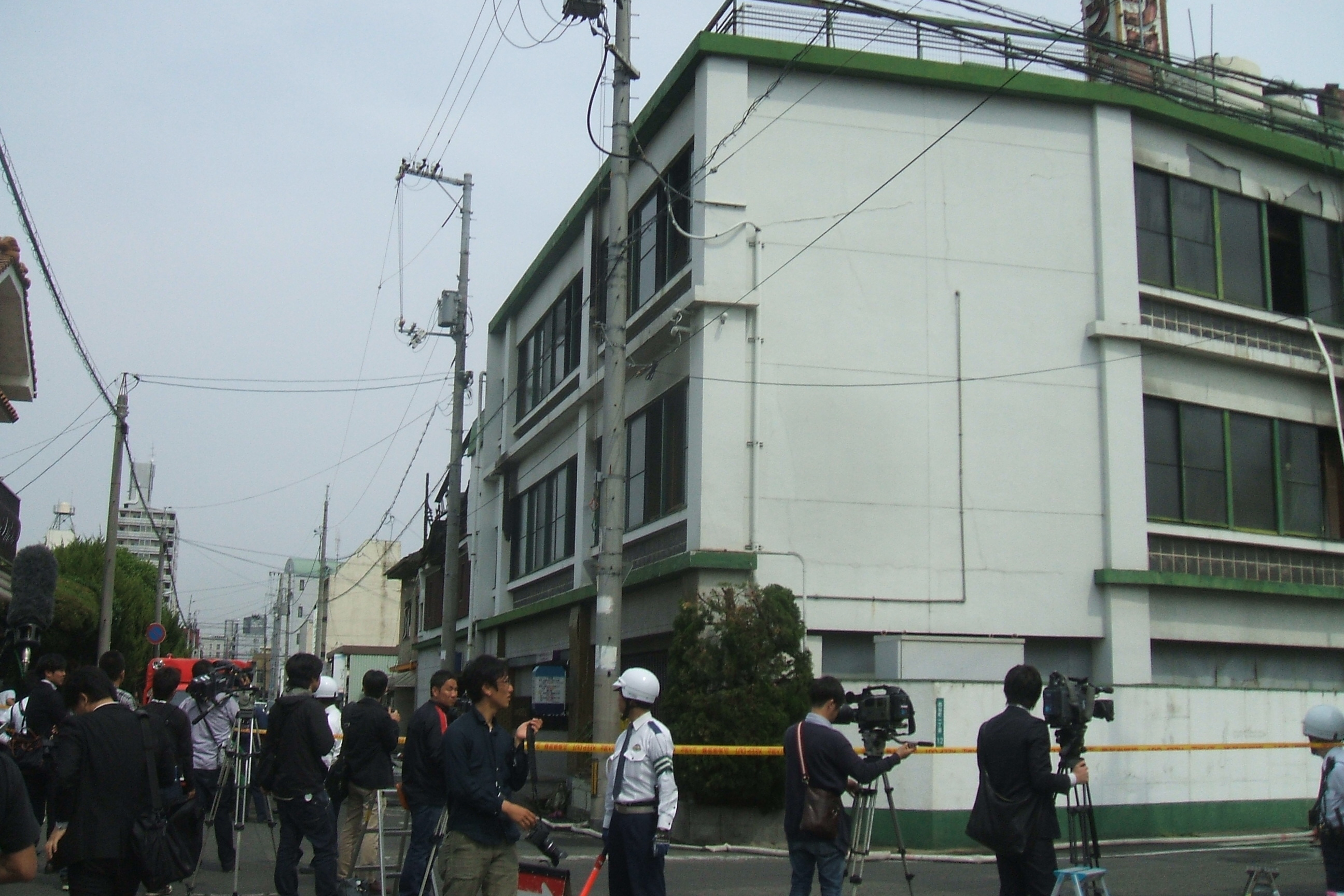
火災鎮火後、取材する報道記者とカメラマン。鉄筋部分で7人が犠牲になった。画像から窓にはめ込められていたベニヤ板が確認できる。

5月13日午前6時50分ごろ、木造部分1階中央部にある事務所から出火した。当時1人で勤務していた女性従業員の話によれば、2階客室の清掃をして事務所に戻ったところ出火していた。火は勢いを増し従業員は外に出て宿泊客に避難するよう叫んだが、彼女が着用していたジャンパーは熱で溶け頭部の髪は焦げ皮膚も赤く腫れていた。煙を見て駆けつけてきた勤務中のタクシー運転手が無線で会社に知らせ、消防に通報した。
同じごろ、猛烈な煙で火事に気付いた宿泊客のなかには、ホテルと隣接する美容院兼住宅のひさしに屋根伝いに避難してきた男性や2階から飛び降りて肋骨を折った女性がいたが、まだ多くの宿泊客が残されていた。また、この時ホテルの火災報知器が鳴らなかったとの証言もある。
福山地区消防本部福山南消防署と消防団から消防車など16台が出動したが、火災発生直後に駆けつけた消防団員の話によれば、窓がベニヤ板で塞がれていたため放水するためにハンマーで打ち破ったうえ、救助のために屋内にはいっても煙が充満している中をベニヤ板を破壊しながら消火しなければならないなど困難を極めた。火災は同日8時57分に制圧、10時10分に鎮火した。火災によりホテルは全焼し、隣接する美容院兼住居も類焼した。
火災発生時に8部屋13人が宿泊していたが、7人が死亡し従業員1人と宿泊客2人が重傷を負う事態となった。火災発生時2階には男女2人が3組、女性2人、男性1人客が2人おり、3階に男女2人と男性客1人が宿泊していたが、2階では男女客と女性客2人と男性客1人の5人が死亡し、3階の男女客が犠牲になった。いずれも窓が塞がれていた鉄筋部分の客室で発見された。
また火災発生時は日曜日の朝で在宅率が高かったことから、周辺の高層マンションの住民が撮影した映像が数多くあり、それらは報道各社に提供された。
火元は当初調理室と見られていたが、フロントの壁にショートした跡が見つかったことより、漏電が原因と見られている。ただ、火災当月の検査で電気設備に異常は見られなかった。
犠牲者7人の身元は15日までに全員判明した。全員が広島県内在住者であり、母娘、男性1人、中国籍の男性2人と女性2人であった。なお記者会見で警察は犠牲者の氏名と職業は匿名としたが、その理由として広島県警は「遺族の強い希望やホテルの経営形態を考慮した」ためとしている。なお、一部報道によれば母娘は三原市から福山市のばら園に観光に来ていた。また中国人男女4人は中国国営の中国新聞網によれば江蘇省と四川省からやってきた広島県内の造船所などで働いていた研修生であるとしていた。なお犠牲者の遺体に大きな損傷もないことから死因の多くは一酸化炭素中毒と思われ、18日に死者全員が一酸化炭素中毒が死因であることが明らかになった。広島県警は業務上過失致死傷などの容疑で福山地区消防本部とともに捜査した。
17日、心労で入院したホテルの経営者に代わり、代理人弁護士が「おわび文」を発表した。会見の中で、5月末で閉鎖予定だったこと、火災保険の限度額が1億3000万円だったことが明らかにされた。
現場検証は5月17日でいったん終了。5月21日、経営者の自宅に家宅捜索が入った。
2013年2月に地元消防は、火元を1階の受付兼事務所の電気スタンドコードのショートと特定した。また、尾道市の施設内にホテルの一部を再現。内部にはカメラを設置し、燃焼実験を行うことで煙の速度や周り方を確認した。
2013年5月28日に消防庁より原因調査結果が発表。「電気配線・電気機器のショート」「たばこの失火」の可能性を指摘しつつ、原因は特定できなかった。また防火構造の不備や、火災報知設備の系統が分かれていたことなどが被害を拡大したとした。

## 火災後明らかになった不備

### 福山市の対応

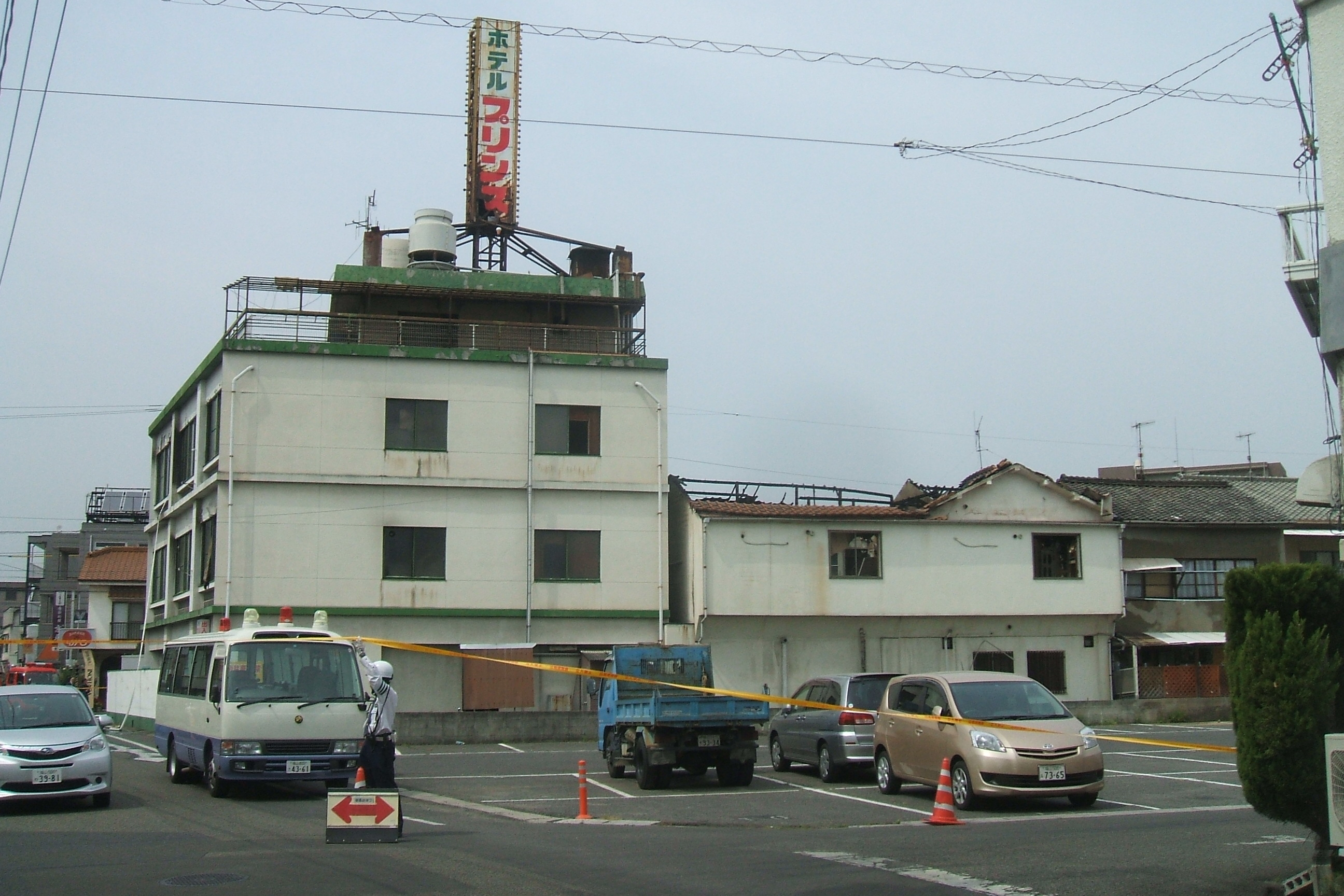
建物の裏側より。鉄筋コンクリート造と木造を繋いだ構造であることが分かる。

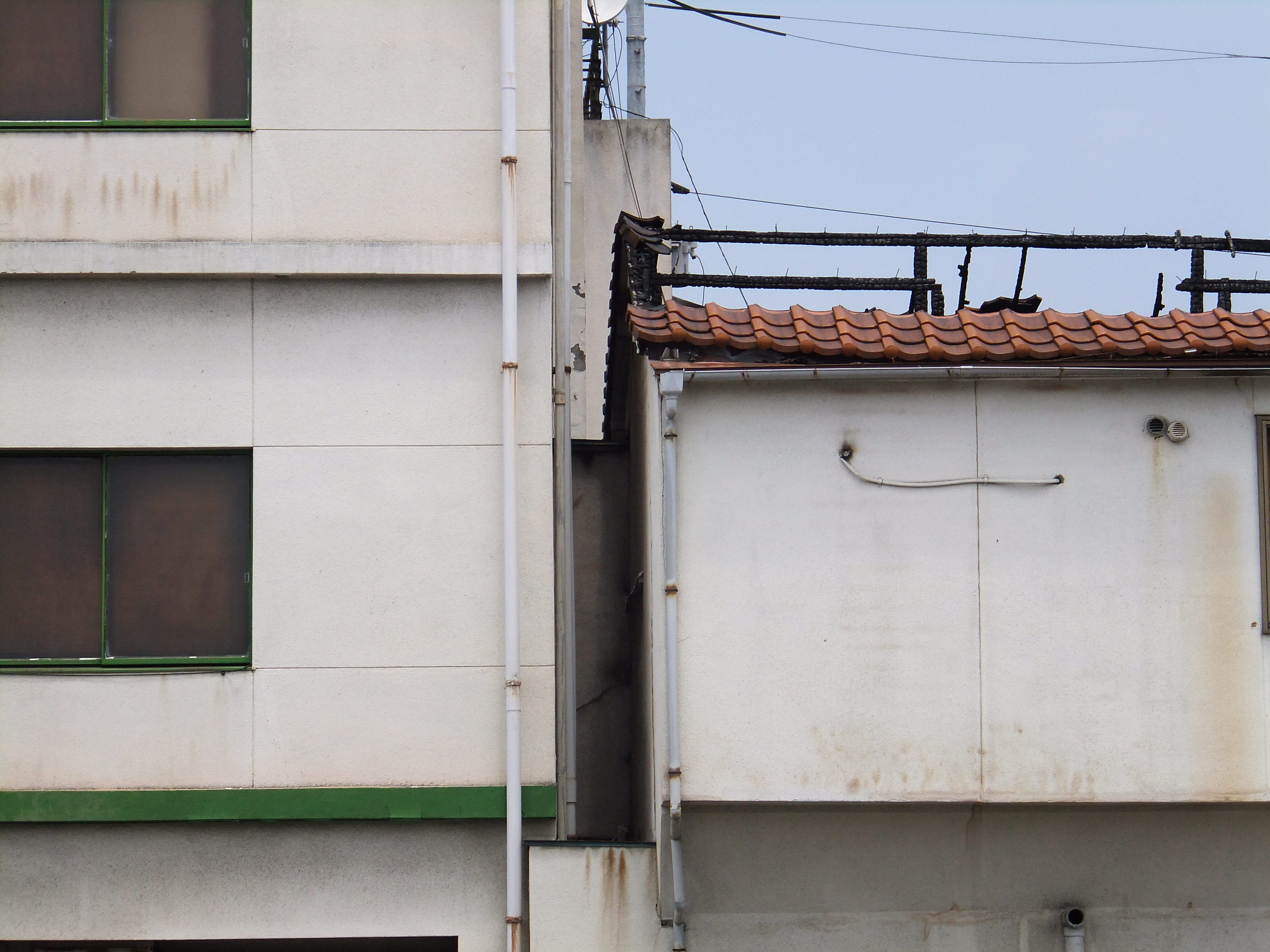
建物接続部の拡大

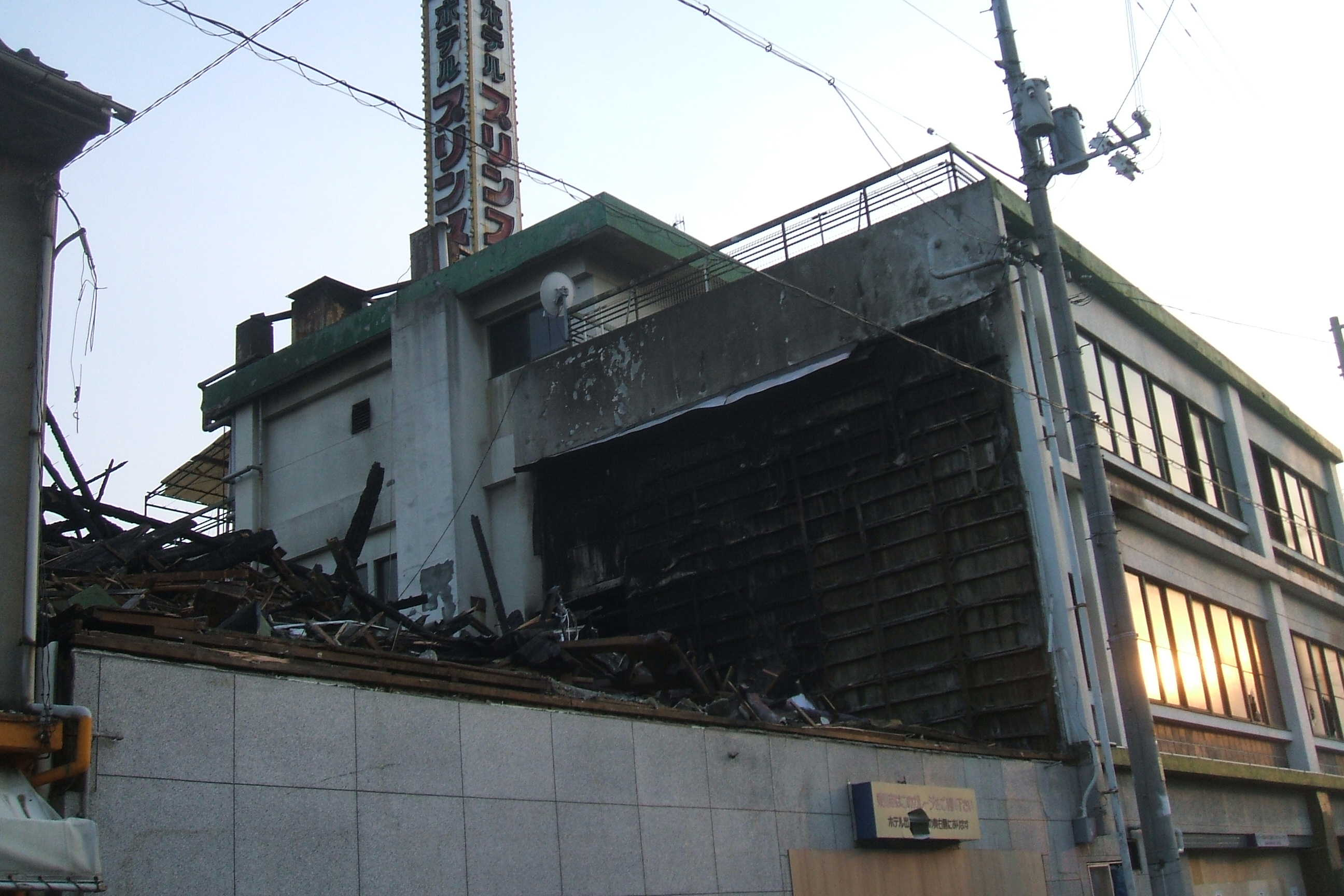
木造2階部分が崩壊して露になった内壁。このように木造と鉄筋の両者は一体化していたことが分かる（火災5日に撮影）。

福山市当局は当初、ホテルに対し「建築時は建築基準法を満たしており適法であった。その後の法律改正でそぐわない「既存不適格」になったが違法ではなく、不適格でも強制力をもった行政措置は取れなかった」と説明していたが、実際にはホテルは違法建築であったことが明らかになった。
1967年に最初にあった木造2階建ての西側に鉄筋コンクリート造り4階建てを増築するため建築確認申請し、1968年2月に建築基準法上の検査済証が交付された。その後、ホテルは増改築を繰り返し改正された建築基準法からすれば不適格な状態になっていたが、建築基準法は従来からある建物には遡及して適用されないため強制力を持った措置は取れず「行政指導」しかできなかった。またホテルが1974年に福山市に提出した定期報告では床面積が大きく増えており、木造部分と鉄筋コンクリート部分を連結する改造工事をしていたと見られるが、増床を確認する査察は行われず10年以上も確認されなかった。
1987年に木造1階部分を駐車場にして階段を撤去する大規模な改造を行ったが、このような建物構造を変更する大幅な増改築は建築基準法により新たな建築確認が必要であった。しかしホテル側は申請しなかったため、この時点で建築基準法違反状態になった。そのうえ当時の建築基準法では、3階以上の建築物は耐火建築にしたり防火設備を整えるなどの改修をしなければならず、仮にホテルが建築確認申請をしても不許可になる状況であった。そのため従来「適応不適格」とされていた不備が全て「違法建築」となり大幅な改修が必要になっていた。しかし、この時査察した福山市の職員は法律違反ではないと誤判断した。以来25年間違法建築物であったが、火災まで発覚しなかった。なお建築基準法では違法建築物に対し建築主事を置く一定規模の市には改善命令に従わない場合などには使用禁止命令を出す権限があるとされていて、福山市には建築主事が置かれており、それが可能であったが行われなかった。
また、市当局はホテルに対し1987年から2011年まで5回に査察を行った。しかし「既存不適格」との判断を出し、改善するようには行政指導し。しかし、5回の査察において、この建物が違法建築であることを市当局が認識することはなかった。そのため市当局は市の査察ミスを認め謝罪している。

### ホテルの対応
前述のように、違法な増改築を繰り返してきたが、防火設備が不充分なだけでなく管理も杜撰であった。防火対策は建築基準法で義務付けられている防火設備の作動状況などの報告を38年前に一度行っていただけであったり、元経営者であった火元責任者の死亡を消防署に届け出ていないなど杜撰な状況であった。また防火管理者は元経営者の高齢の妻で、現在の経営者の女性の母であった。
ホテルの内部は増改築を繰り返したことから、階段は狭く廊下には経路案内の豆電球があるだけで暗く、逃げにくい印象を持つ構造であった。なお、福山市などが明らかにしたホテル側の法律上の不備は以下のとおり。
- 消防法
  - 消防用設備等の点検結果の不報告。
  - 屋内消火栓に非常電源がなく、火災発生時に使えない可能性がある。
  - 火災の避難訓練を実施していない。
- 建築基準法
  - 階段や吹き抜けの防火扉が密閉できず上階に煙が立ち込みやすい構造。
  - 屋内階段の幅が基準の120cmよりも狭い。
  - 廊下に独立した電源で作動する非常灯がない。
  - 室内側の窓がベニヤ板でふさがれ排煙機能が不充分。
  - 室内にあるベニヤ板が難燃性ではない。
  - コンロ周りなど室内の防火対策が不充分。
  - 客室とそれ以外の部分を隔てる耐火壁がない。
  - 300平方メートル以上ある2階部分は耐火・準耐火構造にしなければならないのに木造部分がある。

これらの指摘に対し経営者の女性は「金のかかる部分なので、今すぐ改善するのは難しい」と経済的理由から難色を示していた。

### 消防署の対応
火災までの9年間、地元消防局が査察を行わなかったこと。さらには、地元消防局が通知を2006年以降行っていない事も明らかになった。

## 火災が他の施設に与えた影響と対策
この火災により、全国的に宿泊施設の査察が行われた。また、法律などの見直しも検討されている。

### 広島県
火災後、広島県内の他のホテルに関して調べた結果、4割弱の施設が未報告であることが明らかになった。
広島県では、同火災を受けて「防火設備の査察や指導の在り方を見直す対策委員会」を設置。5月24日に初会合を行うことになった。会合の内容によっては弁護士や各分野の有識者も出席。調査ミスを防ぐ点検方法や指導方法の見直し。消防法・建築基準法の調査委員会も設置される。
広島県では2013年の防災週間を、火災から1年が過ぎた日の5月13日から17日までとした。

### 日本国全体
国務大臣も問題を重要視し、川端達夫総務大臣が、地元消防の対応に問題あると指摘。前田武志国土交通大臣も、既存宿泊施設の査察と、今回のホテルに対しても調査の結果対応するとコメントした。
この火災を受けて、国土交通省は「旅館、ホテル等に対する防災査察の重点実施」と「定期報告制度の徹底」を都道府県建築主務部長に通知。さらに、総務省消防庁と国土交通省が16日、宿泊施設の防火設備の緊急調査を国内各地の消防本部に指示。宿泊施設への緊急調査に入ることとなった。
また、総務省消防庁は5月21日に、火災の再発を防ぐため「ホテル火災対策検討部会（仮称）」の設置を決定。有識者・ホテル関係者・関係省庁の10人程度で委員会を構成。6月下旬に初会合が行われることになった。これまでの法令の問題点や、問題建物の通知方法などが話し合う予定にしている。
10月に総務省が発表した中間発表で、「旧適マーク制度」を元にした検査制度の制定などが提言された。
火災の教訓で、福山市と消防局は、これまで建築物防災週間のみ行っていた査察を、通年で行うように変更した。
2013年1月時点で、1971年の防火基準強化以前に建てられた全国の703件の施設の内、約51%の361件で法令違反が見つかった。
2013年5月に、消防庁が2014年度以降、新たな安全マークを導入。消防審査も復活させ、ホテルだけではなく福祉施設も対象とする方針と報道。同月28日に、消防庁が全国統一マークの整備方針を明らかにした。

### 補足
1. ↑  なお福山市は広島県東部の備後地方にあり安芸地方にある広島市から東に約100km離れている。
2. ↑  映像の提供先は産経新聞社など。